# St. Peter und Paul (Langensteinach)

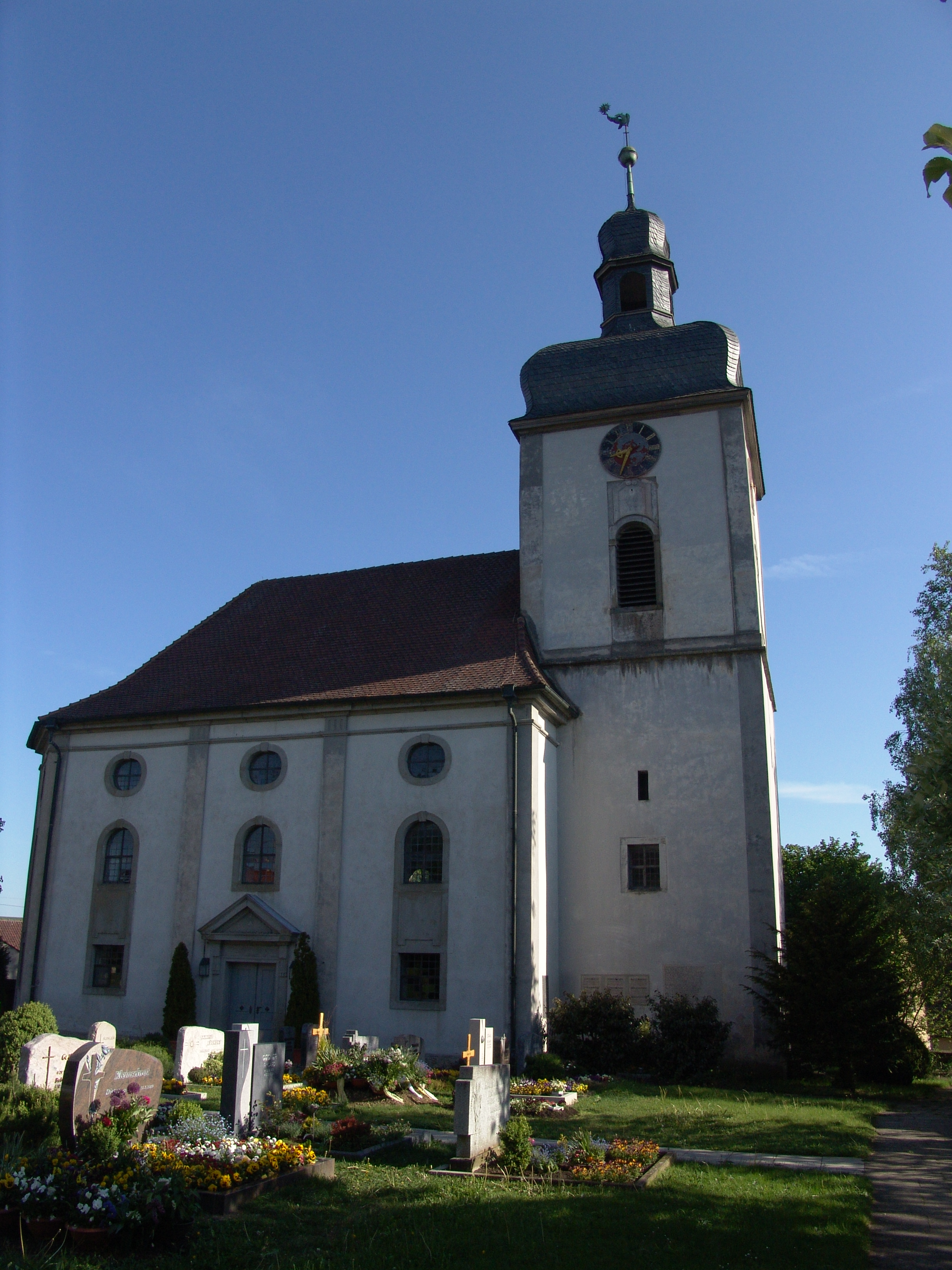
St. Peter und Paul (Langensteinach)

Die evangelische, denkmalgeschützte Pfarrkirche St. Peter und Paul steht in Langensteinach, einem Gemeindeteil der Stadt Uffenheim im Landkreis Neustadt an der Aisch-Bad Windsheim (Mittelfranken, Bayern). Das Bauwerk ist unter der Denkmalnummer D-5-75-168-105 als Baudenkmal in der Bayerischen Denkmalliste eingetragen. Die Pfarrei gehört zum Dekanat Uffenheim im Kirchenkreis Ansbach-Würzburg der Evangelisch-Lutherischen Kirche in Bayern.

## Beschreibung
Die frühklassizistische Saalkirche im Markgrafenstil wurde unter Friedrich Wilhelm II. von Preußen errichtet. Der Chorturm ist im Kern allerdings romanisch. Die oberen Geschosse, die die Turmuhr und den Glockenstuhl beherbergen, und die schiefergedeckte Welsche Haube erhielt er 1654. Das Langhaus aus drei Jochen und der dreiseitig geschlossene Chor wurden 1796 nach einem Entwurf von Karl Christian Riedel nach Westen angebaut. Der Innenraum hat Emporen an drei Seiten. Der Kanzelaltar wurde in Formen des Louis-seize gebaut.